# Abruzzais
 (mai 2019).
Si vous disposez d'ouvrages ou d'articles de référence ou si vous connaissez des sites web de qualité traitant du thème abordé ici, merci de compléter l'article en donnant les références utiles à sa vérifiabilité et en les liant à la section « Notes et références ».
Les dialectes abruzzais (en italien, abruzzese) sont les dialectes italiens méridionaux parlés dans le sud des Marches et la presque totalité des Abruzzes.
Ils se composent des dialectes suivants :
- ascolano
- teramano
- abruzzais oriental adriatique
- abruzzais occidental

Dans la région de L'Aquila est parlé un dialecte sabin qui ne fait pas partie du même groupe.